# Ріо-Нітерой

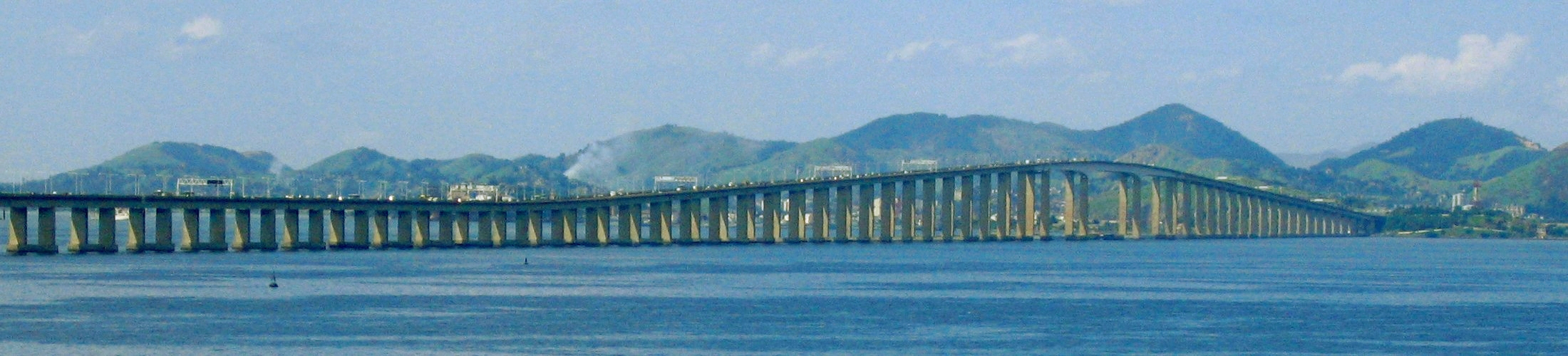

Міст імені Президента Коста і Сілви або Ріо-Нітерой (порт. Ponte Presidente Costa e Silva, Ponte Rio-Niterói, 22°52′ пд. ш. 43°09′ зх. д. / 22.867° пд. ш. 43.150° зх. д.) — балковий міст із прогонами коробчастого перетину, що поєднує муніципалітети Ріо-де-Жанейро з Нітерою через затоку Гуанабара.

## Історія та опис
Будівництво мосту почалось у січні 1969 року, хоча ще 23 серпня 1968 року було офіційно відзначено його початок, на урочистій церемонії була присутня королева Великої Британії Єлизавета II. 4 березня 1974 року міст було відкрито, він отримав назву на честь Артура да Коста і Сілви, колишнього президента Бразилії, який ініціював будівництво, проте не дожив до його завершення.
Міст є найдовшим та найвищим у країні. Його довжина — 13 290 метрів, в тому числі над водою — 8 836 м. Висота в центрі — 72 м, що дозволяє крупним суднам заходити в затоку. Нині за добу мостом проїжджає близько 140 тисяч одиниць транспорту.

## Цікаві факти
- За час будівництва мосту в країні змінились три глави держави та стався військовий переворот, проте на роботи це не вплинуло.